# مرسدس، اروگوئه
مرسدس، اروگوئه (به اسپانیایی: Mercedes) شهری در کشور اروگوئه، استان سوریانو است که جمعیت آن در سرشماری سال ۲۰۰۴ میلادی ۴۲٬۰۳۲ نفر بوده‌است.